# Teatr Kalambur

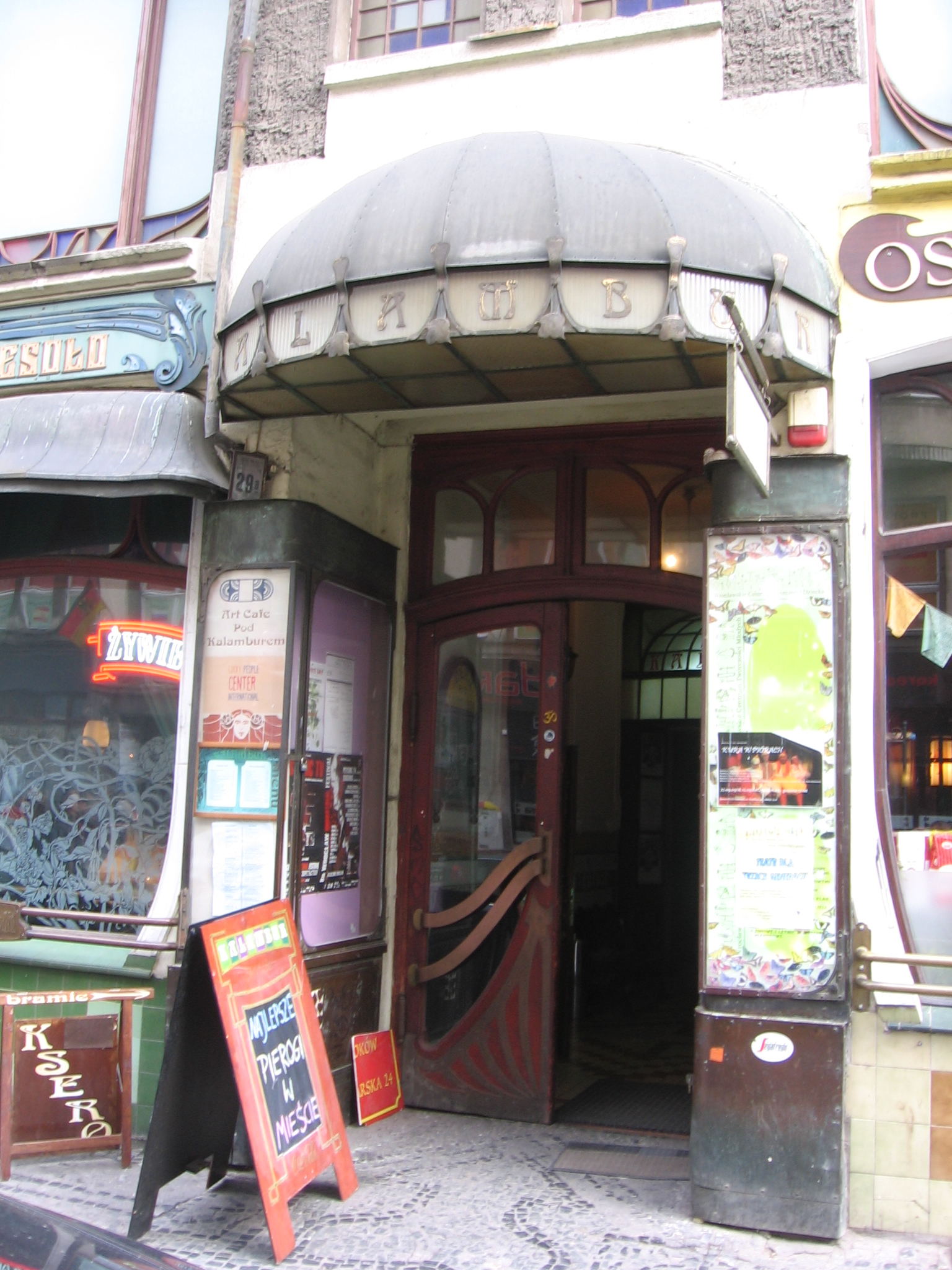
wejście do Art Café „pod Kalamburem"

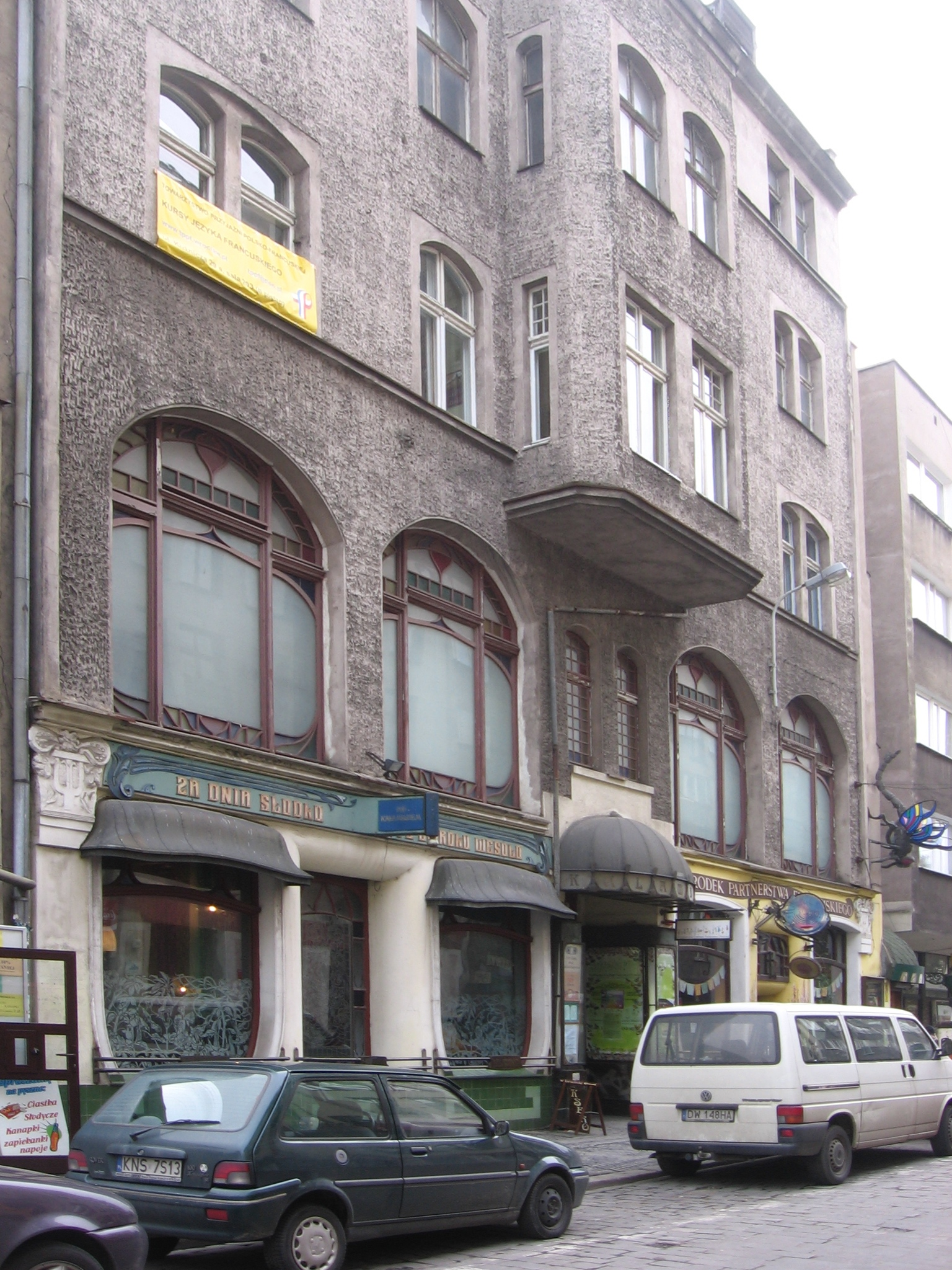
kamienica przy ul. Kuźniczej 29a, gdzie mieścił się Teatr Kalambur

Ośrodek Teatru Otwartego „Kalambur” we Wrocławiu (Teatr Kalambur) – scena teatralna założona w roku 1957 przez absolwenta fizyki teoretycznej, asystenta na Wydziale Fizyki Uniwersytetu Wrocławskiego Bogusława Litwińca jako teatr studencki.
Teatr utworzony został częściowo w oparciu o zespół, który wcześniej tworzył spektakle teatru „Ponuracy”, a później – zarzuciwszy teatr – rozpoczął w 1956 roku wydawanie czasopisma „Poglądy”. Litwiniec wraz z polonistą Eugeniuszem Michalukiem zaproponowali im pod koniec 1957 roku wskrzeszenie zespołu teatralnego pod nową nazwą. Michaluk był szefem literackim teatru (on też jest autorem nazwy „Kalambur”), Litwiniec zaś – reżyserem. W 1958 wystawiony został pierwszy spektakl „Konfiskata gwiazd”; teatr nie miał wówczas jeszcze własnej siedziby, sztukę wystawiono w Młodzieżowym Domu Kultury.
Przez kilka lat próby i spektakle odbywały się w różnych miejscach, w tym m.in. od roku 1959 w piwnicach pałacu Schaffgotschów, gdzie mieścił się klub studencki „Pałacyk” (urządzoną tam salkę z 60 miejscami nazwano „Pod Edulem”). Z ważniejszych przedstawień „Kalambura” w początkowym okresie jego istnienia wymienić należy „Po ulicach miasta chodzi moja miłość” (nagrodzone na Krakowskim Festiwalu Kultury) i poemat A. Błoka „Dwunastu”, obydwa pokazane podczas pierwszej prezentacji „Kalambura” za granicą, w Grenoble. Inauguracją Sceny Poezji w „Kalamburze”, kierowanej przez Włodzimierza Hermana był spektakl „Słowo o Jakubie Szeli”; później scena ta pod kierownictwem Hermana wystawiała m.in. spektakle „Kurt” według M. Grześczaka (w 1962 r.) i „Pugaczow” według S. Jesienina (w 1963 r.).
W 1964 teatr „Kalambur” otworzył własną scenę w budynku przy ul. Kuźniczej 29a, gdzie wcześniej mieścił się klub studencki Akademii Medycznej „Dingo”. Ważnym wydarzeniem w życiu teatru była premiera „Szewców” S.I. Witkiewicza wiosną 1965, potem w 1967 wystawiony jedyny raz na zamkniętym pokazie spektakl „Męczeństwo i śmierć Macieja Gyubala Wahazara” (na motywach Witkacego), który natychmiast po pierwszym pokazie został zakazany przez GUKPPiW (cenzurę). W 1969 wystawiono spektakl „W rytmie słońca” oparty na motywach poezji Urszuli Kozioł, który później pokazywany był w wielu krajach (m.in. w USA i w Kanadzie), a także w polskiej telewizji.
Pod koniec roku 1974 Studencki Teatr „Kalambur” zaczął przekształcać się w mający szerszą formułę „Akademicki Ośrodek Teatralny Kalambur”, wciąż pozostawał jednak placówką formalnie amatorską. Od 1 stycznia 1979 „Kalambur” otrzymał status teatru zawodowego i przyjął nazwę „Ośrodek Teatru Otwartego Kalambur”.
W marcu 1983 zainaugurowano działalność znajdującej się przy teatrze kawiarni „Pod Kalamburem”. Przez dwa kolejne lata (1984-1986) budynek teatru był remontowany, a zespół występował gościnnie na innych scenach. W roku 1991 Bogusław Litwiniec przestał pełnić funkcję dyrektora artystycznego „Kalambura” (pozostał jednak kierownikiem Festiwalu Teatru Otwartego, od dwóch dziesięcioleci organizowanego pod auspicjami „Kalambura”); wyreżyserował jednak jeszcze trzy ostatnie spektakle w swoim teatrze: „Żegnaj, kruku” w 1991, „Ja trzymam, ty trzymasz, ona spada” w 1992, i „Wymyślanie publiczności” w 1993. W 1994 wskutek nieporozumień pomiędzy wrocławskim samorządem a Zjednoczonymi Przedsiębiorstwami Rozrywkowymi w Warszawie doszło do rozwiązania całego zespołu teatru „Kalambur”.
Obecnie przy ul. Kuźniczej 29a mieści się Art Café „pod Kalamburem”, miejsce nieformalnych spotkań młodych twórców Wrocławia.